# Carnell Lake
Carnell Augustino Lake (* 15. Juli 1967 in Salt Lake City, Utah) ist ein ehemaliger US-amerikanischer American-Football-Spieler. Er spielte auf der Position des Defensive Backs in der National Football League. Von 2011 bis 2017 war er als Assistenztrainer bei den Pittsburgh Steelers tätig.

## College
Lake spielte von 1985 bis 1988 an der University of California in Los Angeles bei den UCLA Bruins als Linebacker. Noch heute steht er in den Rekordbüchern seines Colleges. Er konnte 25,5 mal den gegnerischen Quarterback hinter der Anspiellinie zu Fall bringen (Sack) und erzielte insgesamt 45,5 Tackles, die zu einem Raumverlust des Gegners führten.

## Profikarriere
In der NFL Draft 1989 wurde Lake in der zweiten Runde an 34. Stelle durch die Pittsburgh Steelers verpflichtet. Lake wurde von den Steelers zu einem Defensive Back umgeschult und spielte überwiegend als Safety. Die Steelers entwickelten sich mit ihm und anderen Leistungsträgern wie Greg Lloyd, Rod Woodson oder Levon Kirkland zu einer der besten Abwehrreihen in der NFL. 1995 konnten die Steelers mit Cheftrainer Bill Cowher das AFC Championship Game gegen die von Ted Marchibroda trainierten Indianapolis Colts mit 20:16 gewinnen und zogen damit in den Super Bowl ein, wo sie sich aber im Super Bowl XXX gegen die von Quarterback Troy Aikman geführten und Barry Switzer trainierten Dallas Cowboys mit 17:27 nicht durchsetzen konnten.
1999 wechselte Lake für ein Jahr zu den Jacksonville Jaguars. Die Jaguars gaben ihm einen Vertrag über 18 Millionen Dollar mit einer Laufzeit von vier Jahren. Nachdem er die Saison 1999 noch erfolgreich gestalten konnte (die Mannschaft aus Jacksonville scheiterte erst im AFC Championship Game an den Tennessee Titans mit 14:33), musste Lake die Saison 2000 aufgrund einer Verletzung komplett aussetzen und wurde daraufhin nach dieser Spielrunde von den Jaguars entlassen. Für ein Jahr schloss er sich den Baltimore Ravens an, beendete aber nach der Saison 2001 seine Laufbahn.
Lake wurde aufgrund seiner Athletik immer wieder dazu eingesetzt, die gegnerischen Runningbacks zu stoppen. In seiner Karriere gelangen ihm 821 Tackles in 185 Spielen während der Regular Season. Er konnte 16 Pässe intercepten. Durch eroberte Fumbles und seine abgefangenen Pässe konnte er fünf Touchdowns erzielen.
Nachdem Lake einige kleinere Stationen als Trainer absolviert hatte, wurde er am 7. März 2011 als Coach der Defensive Backs eingestellt.

## Ehrungen
Lake spielte in fünf Pro Bowls, dem Abschlussspiel der besten Spieler einer Saison. Er ist Mitglied in dem NFL 1990s All-Decade Team. 2007 wurde er als Kandidat für die Aufnahme in die Pro Football Hall of Fame nominiert. Jedoch schaffte er es nicht in die Endauswahl.

## Persönliches
Sein Sohn Quentin Lake spielt aktuell für die Seattle Seahawks als Safety in der NFL.